# Dæmoner (film)
Dæmoner er en svensk dramafilm fra 1986 instrueret af Carsten Brandt. Filmen har Ewa Fröling i hovedrollen, som blev i 1987 blev nomineret til en Guldbagge for bedste kvindelige skuespiller. Den er baseret på et teaterstykke af Lars Norén.

## Handling
To ægtepars natlange samvær udvikler sig til et klaustrofobisk mareridt af følelser der viser ægteskabets muligheder og umuligheder.

## Medvirkende
- Ewa Fröling som Katarina
- Lars Green som Frank
- Björn Granath som Thomas
- Pia Oscarsson som Jenna